# Aston cum Aughton
Aston cum Aughton är en civil parish i distriktet Rotherham i South Yorkshire, England. 2001 bodde det 13 961 personer inom det denna parish.
Byarna i Aston cum Aughton är Aston och Aughton tillsammans med Swallownest.